# 比利·普雷斯頓
威廉·埃弗里特·普雷斯頓（英語：William Everett Preston，1946年9月2日—2006年6月6日）是一位美國鍵盤手、歌手和詞曲作者，其作品涵蓋R&B、搖滾、靈魂樂、放克和福音。普雷斯頓是20世紀60年代的頂級鍵盤手，曾為小理查德、山姆·庫克、雷·查爾斯、埃弗里兄弟、詹姆斯·克利夫蘭牧師、披頭士樂隊和滾石樂隊擔任伴奏。身為獨唱藝術家，他因熱門單曲《That’s the Way God Planned It》、格萊美獲獎單曲《Outa-Space》、《Will It Go Round in Circles》、《Space Race》、《Nothing from Nothing》和《With You I'm Born Again》而受到關注。此外，普雷斯頓還與他人合作創作了《你如此美麗》，這首歌成為了喬·科克爾的熱門歌曲。
普雷斯頓是極少數在披頭四錄音中獲得署名的音樂家之一，該錄音是應樂隊的要求錄製的；該樂隊1969年的單曲《Get Back》被記為“披頭士樂隊與比利·普雷斯頓”。他是被稱為「第五位披頭四成員」的幾個人之一。披頭四解散後，普雷斯頓繼續與喬治·哈里森一起錄製和表演，並與埃里克·克萊普頓和滾石樂隊等其他藝術家一起在20世紀70年代參加了該樂隊的許多專輯和巡迴演出。2021年，他入選搖滾名人堂。

## 生命與事業

### 早年生活
普雷斯頓於1946年9月2日出生於休斯頓，但小時候隨母親羅比·李·威廉姆斯搬到了洛杉磯。普雷斯頓是一名“神童”，他自學成才，從未上過音樂課。十歲時，他已經在舞台上演奏風琴，為Mahalia Jackson等福音歌手伴奏。11歲時，普雷斯頓出現在納特·京·科爾的NBC電視節目中，與科爾一起演唱了胖子多米諾的熱門歌曲《藍莓山》。他曾出演《聖路易斯布魯斯》，1958年的W. C. Handy科爾主演的傳記片；普雷斯頓在年輕時就扮演過Handy。1960年，他成為基督上帝教會歌手合唱團的Andraé Crouch的鋼琴師，該合唱團首次錄製了轟動一時的福音熱門歌曲《The Blood Will Never Lose Its Power》。
1962年，普雷斯頓加入小理查德的樂隊擔任管風琴手，並在漢堡演出時遇到了披頭士樂隊。1963年，他在山姆·庫克的《Night Beat》專輯中演奏風琴，並發行了他的首張專輯《16 Yr. Old Soul》，為庫克的SAR Records Records唱片公司所寫。1965年，他發行了專輯《The Most Exciting Organ Ever》，並在搖滾秀《Shindig!》上演出。 1965年5月或6月，他在紐約與小理查德和吉米亨德里克斯進行了一次演出，創作了靈魂樂經典《I Don't Know What You've Got》。1967年，他加入了雷·查爾斯的樂團。 這次曝光之後，一些音樂家開始邀請普雷斯頓為他們的音樂創作貢獻。

## 披頭四樂隊
普雷斯頓有時被稱為“披頭四第五人”。1962年與樂團成為朋友後，普雷斯頓於1969 年1月加入了Get Back樂團。有一次，約翰·列儂提出了讓普雷斯頓加入樂團的想法； 保羅·麥卡尼反駁說，與四個人達成協議已經夠困難的了。普雷斯頓在披頭四的幾場《回歸》演出中演奏了風琴和電鋼琴；其中一些演出出現在電影《Let It Be》及其配套專輯中。他們合作的鏡頭出現在2021年由彼得傑克森執導的紀錄片《披頭四：回歸》中。普雷斯頓用電鋼琴為披頭四伴奏，這是樂隊最後一次公開亮相。1969年4月，他們的單曲《Get Back》被記為“披頭士與比利·普雷斯頓”，這是該樂隊開始以獨立藝術家身份錄製唱片後唯一一次有藝術家被記為與披頭四樂隊共同表演者。 披頭四授予普雷斯頓這項榮譽是為了反映普雷斯頓在這首歌曲中的影響力；他的電鋼琴始終佔據主導地位，並且他還演奏了一段延長的獨奏。普雷斯頓還在1969年的《艾比路》專輯中扮演了較為有限的角色，為曲目《I Want You (She’s So Heavy)》和《Something》貢獻了風琴。
1978年，他出演了中士角色。佩柏在羅伯特·斯蒂格伍德的電影《中士》。佩柏的孤獨之心俱樂部樂團，改編自披頭四的歌曲同名專輯，並隨著倒數第二首歌曲《Get Back》載歌載舞。

### 披頭四樂隊單飛後的職業生涯
1969年，普雷斯頓簽約披頭四的Apple唱片公司，發行了由喬治·哈里森製作的專輯《That's the Way God Planned It》，其中的 主題曲成為英國的熱門單曲。1970年披頭四解散後，他與哈里森的合作仍在繼續；普雷斯頓是第一位錄製哈里森隨後的國際熱門歌曲《My Sweet Lord》的藝術家，這首歌收錄在哈里森1970年的專輯《Encouraging Words》中，由哈里森與他共同製作。他出現在哈里森1970年代的幾張個人專輯中，從《All Things Must Pass》開始；為哈里森1971年組織的慈善音樂會“孟加拉國音樂會”做出了顯著貢獻；1974 年與這位前披頭士樂隊成員一起在北美巡演中演出；並在2002年於阿爾伯特音樂廳舉行的喬治阿爾伯特音樂廳上演奏。普雷斯頓曾參與製作列儂和林哥史塔爾的個人專輯。
1971年，普雷斯頓離開蘋果公司並與Herb Alpert旗下的A&M Records簽約。前一年，當Stephen Stills要求使用普雷斯頓的短語“如果你不能和你愛的人在一起，那就愛你所愛的人”時，他為另一首熱門單曲做出了貢獻，這首歌收錄在Stills的首張個人同名專輯中。
在A&M唱片發行《I Wrote a Simple Song》之後，普雷斯頓的獨唱生涯達到了巔峰，從 1972年的《Outa-Space》開始，這是一首器樂曲目，進一步推廣了clavinet在放克音樂中的聲音。這首歌在美國告示牌百大單曲榜上排名第二，並在Billboard的R&B排行榜上名列前茅，之後又獲得了萊美最佳流行樂器演奏獎。《Outa-Space》在美國銷量超過100萬張，並於1972年6月獲得RIAA授予金唱片稱號。同年晚些時候，普雷斯頓為由吉姆布朗主演的熱門黑人剝削電影《屠殺》（1972年電影）創作了主題曲。在接下來的兩年裡，普雷斯頓推出了美國排行榜冠軍單曲《Will It Go Round in Circles》（於1973年7月7日取代哈里森的《Give Me Love (Give Me Peace on Earth)》成為榜首）和《Nothing from Nothing》，以及排名第四的熱門歌曲《Space Race》。三首單曲的銷量均超過一百萬張。《美國舞台》主持人兼執行製片人迪克·克拉克非常喜歡《太空競賽》，以至於他在演出的剩餘時間裡幾乎都用這首樂器作為中場休息。
從1970年起，普雷斯頓為滾石樂隊演奏鍵盤（包括鋼琴、風琴、古鋼琴和各種合成器），有時還與鋼琴家尼基·霍普金斯和伊恩·斯圖爾特一起演奏，參與了他們的專輯《Sticky Fingers》、《Exile on Main St.》、《Goats Head Soup》、《It's Only Rock 'n Roll》和《Black and Blue》。作為樂團1973年至1977年的主要巡迴鍵盤手，他在自己的樂團（包括吉他手Mick Taylor）的 1973歐洲巡迴演唱會中擔任暖場嘉賓。普雷斯頓的專輯《Live European Tour 1973》記錄了此次巡演的慕尼黑表演。1974年，他與20世紀70年代的一位固定歌曲創作合作夥伴布魯斯·費舍爾一起創作了喬·科克爾較熱門的歌曲之一《你如此美麗》(You Are So Beautiful)。1975年10月11日，他成為《週六夜現場》系列首播集的第一位音樂嘉賓。普雷斯頓1973年的歌曲《你愛我嗎？》是滾石樂團1976年在《黑與藍》專輯中發行的曲目《旋律》的基礎。儘管他的兩首歌曲被收錄在樂隊1975年和1976年（以及 El Mocambo）的現場演出中，但滾石樂隊和普雷斯頓於1977年分道揚鑣，主要原因是金錢上的分歧。他繼續在滾石樂隊成員的個人專輯中演奏，例如米克·賈格爾的《Wandering Spirit》，並在樂隊的《Tattoo You》和《Bridges to Babylon》中露面。
在A&M唱片工作七年後，他與Motown唱片公司簽約。1979年，他與西麗塔·萊特合唱民謠《With You I'm Born Again》，該專輯在美國排行榜上排名第四。1980年代，普雷斯頓的事業失去了動力，期間他染上了可卡因和酒精成癮。1984年，他離開摩城唱片公司，專注於錄音工作，為路德·范德魯斯（他的管風琴獨奏被收錄在范德魯斯1985年的熱門歌曲《Til My Baby Comes Home》中）、惠特妮·休斯頓和帕蒂·拉貝爾（Patti LaBelle）等藝術家的作品貢獻。他曾擔任《Nightlife》的音樂總監，這是一檔由David Brenner主持的深夜脫口秀節目，從1986年到1987年持續了一季。他再次與小理查德合作錄製了專輯《Lifetime Friend》，後來在1986年與他一起在布倫納秀上演奏。
普雷斯頓與埃里克·克萊普頓一起巡迴演出，與他洛杉磯樂隊的主唱之一加里·沃克一起錄製唱片，並與許多其他藝術家合作。他與林戈·斯塔爾一起巡迴演出，並出現在他的1990年現場專輯中。1991年鋼琴演奏家Stan Szelest去世後，他受邀成為The Band的成員。雖然他隨樂團巡迴演出，但是1991年因可卡因和性侵犯指控而被判刑，合作從此結束。